# Rosier des champs
Rosa arvensis
Espèce
Classification phylogénétique
Le rosier des champs, rosier rampant ou églantier des champs (Rosa arvensis) est une espèce de plantes à fleurs de la famille des Rosaceae. C'est un rosier appartenant à la section des Synstylae.
C'est un arbuste à feuilles caduques et à floraison non remontante. Il pousse dans les bois et les haies notamment en Europe occidentale et en Turquie.

## Description
Source : Baseflor 2004.
- Tiges couvertes d'aiguillons recourbés en crochets, pourpres la première année, feuillues d'un vert mat ensuite, qui traînent au sol et marcottent (s'enracinent).
- Organes reproducteurs
  - Couleur dominante des fleurs : blanc ivoire
  - Période de floraison : juin-août
  - Inflorescence : corymbe
  - Sexualité : hermaphrodite
  - Ordre de maturation : homogame
  - Pollinisation : entomogame, autogame
- Graine
  - Fruit : akène ovoïde, rouge clair
  - Dissémination : endozoochore
- Habitat et répartition
  - Habitat type : fourrés arbustifs médioeuropéens, planitiaires-montagnards, méso à eutrophiles
  - Aire de répartition : européen. Cultivé officiellement depuis 1750, peut-être depuis beaucoup plus longtemps.

## Hybrides

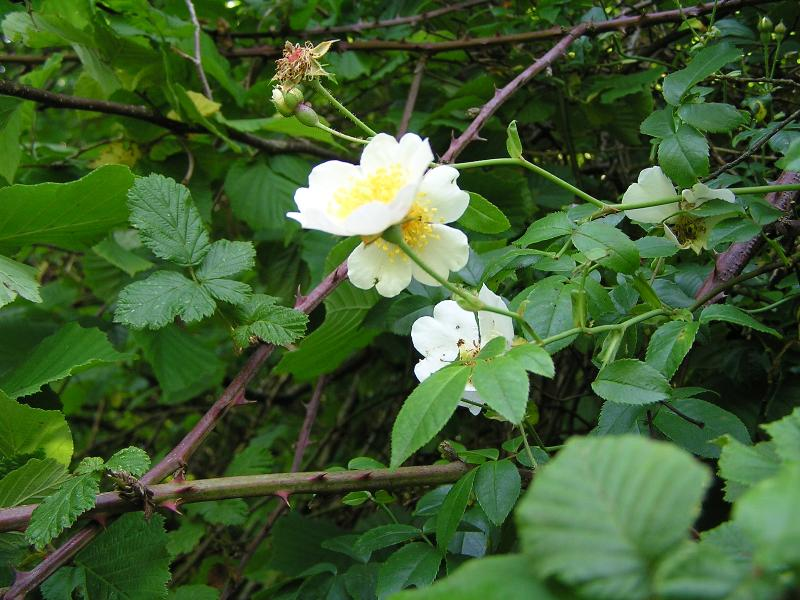
rosier des champs.

Il y en a eu jusqu'à environ 50 variétés qui ont presque toutes disparu. Il en reste trois, tous très vigoureux :
- 'Splendens', ou 'Myrrh-Scented Rose', ou 'Ayrshire Splendens' qui, palissé, monte à 5 mètres, aux fleurs en coupe d'un blanc ivoire bordé de carmin, remarquables par leur odeur de myrrhe, découverte en 1776 dans un jardin près d'Ayr.
- 'Venusta pendula',  blanc, sans odeur,
- Rosa arvensis ayrshirea une forme semi-double qui aurait disparu
- 'Bennet's Seedling' (Rosa thoresbyana) aux gros bouquets de fleurs semi-doubles roses au parfum de myrrhe[3].

## Culture
Les fleurs en bouquets sont blanches, parfumées et nombreuses. Ce rosier supporte la mi-ombre. On ne doit pas le tailler car les branches mortes servent de tuteur aux nouvelles tiges.